# Шалене золото
«Шалене золото» (рос. «Бешеное золото») — художній фільм, поставлений в 1976 році режисером Самсоном Самсоновим за мотивами п'єси Джона Прістлі «Treasure on Pelican» («Скарб острова Пелікан») (1953).

## Сюжет
Дія фільму відбувається на безлюдному острові, загубленому в Тихому океані.
Аристократ сер Гілберт Ратленд, представник колись дуже заможної сім'ї, виявляє в своєму старому будинку карту далекого безлюдного острова, на якій вказано місце закопаного двісті років тому скарбу. Для того, щоб дістатися до острова, він змушений знайти собі помічників і компаньйона, здатного оплатити цю справу.
І ось, нарешті, йому вдається набрати команду. Вісім авантюристів-шукачів скарбів прибувають на острів і, після недовгих пошуків, знаходять там скриню з коштовностями. Справа залишається за малим — поділити скарби. Але якраз це завдання виявляється нездійсненним. Близькість жаданого скарбу має на шукачів скарбів руйнівний вплив. Через деякий час у згуртованій команді починаються розбрід і хитання.
Ще вчора вони були соратниками або друзями, сьогодні стають ворогами. І навпаки — люди, які раніше мали один до одного огиду або презирство, тепер, заради тактичних міркувань, вступають у дружні і навіть любовні стосунки. Симпатії і антипатії учасників авантюри постійно змінюються в залежності від своєкорисливих інтересів. Кожен думає тільки про те, щоб отримати якомога більшу частку багатства. Вони йдуть на все — на шантаж, брехню і навіть убивство.

## У ролях
- Борис Іванов —  сер Гілберт Ратленд  (у титрах —  сер Ратленд Джильберт )
- Валентин Гафт —  Горацій Логан
- Майя Егліте —  Роберта Крій
- Нонна Терентьєва —  Івонна Траут
- Микола Єрофєєв —  капітан Дадлі Траут
- Гліб Стриженов —  Джо Парсонс
- Ольга Яковлєва —  Едіт Парсонс
- Микола Олялін —  Берт Сімпсон
- Юрій Собольков —  морський офіцер

## Знімальна група
- Режисер-постановник:  Самсон Самсонов
- Сценарист: Самсон Самсонов
- Оператор-постановник:  Євген Гуслинський
- Композитор:  Едуард Артем'єв
- Художник:  Олександр Борисов
- Звукооператор: Владлен Шарун
- Диригент:  Емін Хачатурян
- Другий режисер:  Юрій Кушнерьов
- Оператори:  Михайло Демуров, Микола Яблоновський